# Fort George (Tubuai)
Pour les articles homonymes, voir Fort George.
Le Fort George est un site historique privé situé sur l'île de Tubuai, dans la commune de Taahuaia (anciennement Natieva), en Polynésie française. Il est connu pour avoir été le premier refuge des mutins du Bounty en 1789. Il est construit sous le commandement de Fletcher Christian, lieutenant à bord du HMS Bounty et à l'origine de la mutinerie contre le capitaine William Bligh, du 10 juillet au 17 septembre 1789, avant leur retour à Tahiti le 21 septembre puis l'installation d'une partie des mutins, dont Fletcher Christian à Pitcairn,.

## Description
Le fort original de 1789 est décrit dans le Journal de James Morrison, second maître à bord du HMS Bounty. Il consigne a posteriori des événements de la mutinerie les détails de la dimension du fort George.

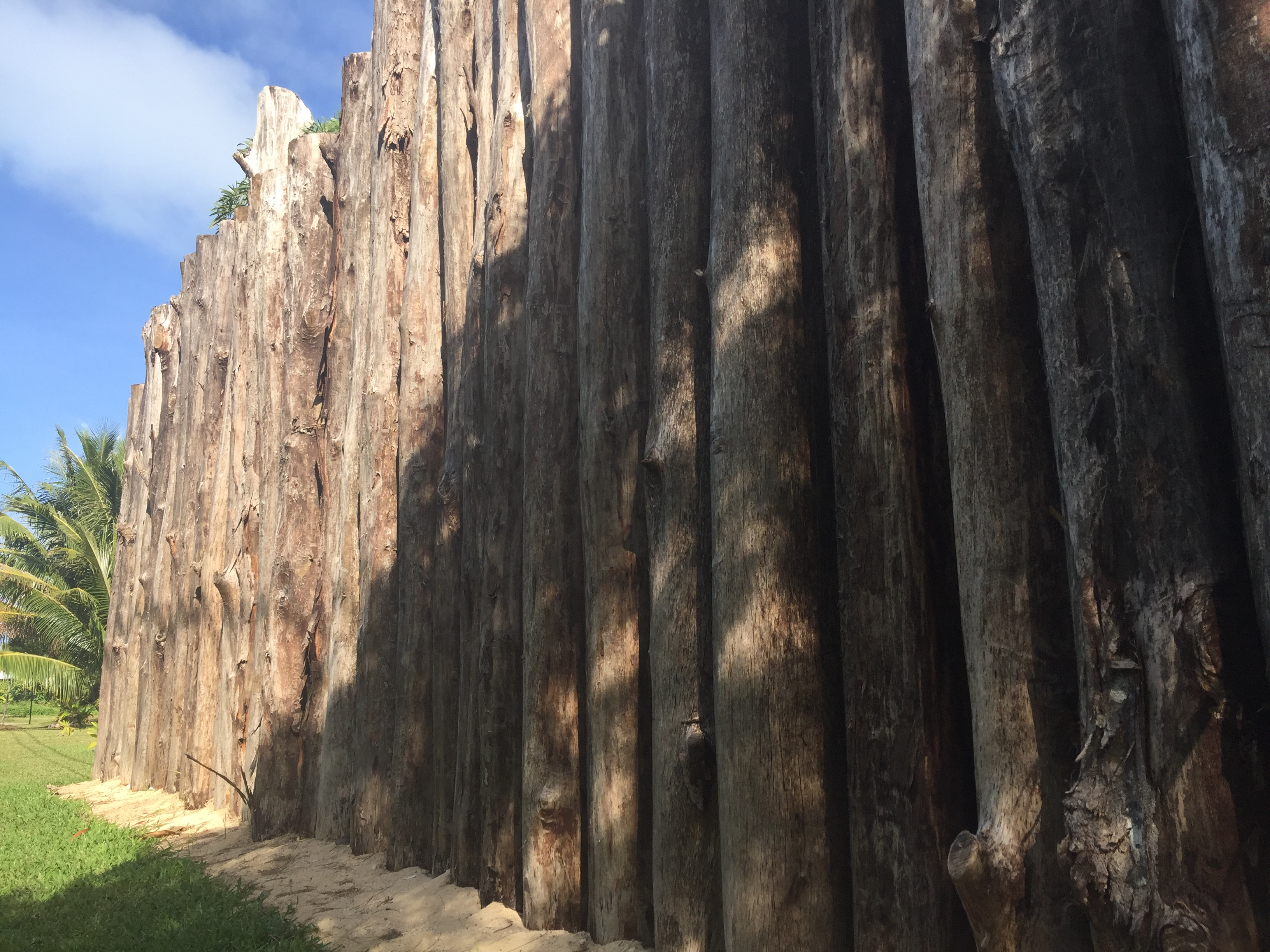
Reconstitution moderne du mur d'enceinte du fort

C'est un fort carré qui mesure en dehors du fossé de ceinture 100 mètres de côté. Un fossé large de 6 mètres et d'une profondeur de 7 mètres est creusé pour protéger l'enceinte. Un talus est élevé à partir de l'excavation de la terre des fossés et surélevé d'une palissade faite de pieux de bois. Ce talus mesurait 6 mètres de large à sa base et 4 mètres de large à son sommet. Un pont-levis fait face à la plage où le Bounty a jeté l'ancre. Les canons du Bounty sont déposés à terre. À chaque angle du fort, les mutins fixent au sommet de la palissade de bois deux canons à pivot au milieu de chaque mur et un canon à chaque angle avec deux en réserve en cas d'attaque.
Il ne subsiste aujourd'hui aucun vestige du fort original qui a été détruit puis perdu dans le temps. Une partie du mur d'enceinte a néanmoins été reconstruite en 2018 à partir d'aito en se basant sur la description de James Morrison.

## Histoire

### Contexte de la mutinerie duBounty
L'expédition du Bounty est commandée par Sir Joseph Banks, un botaniste respecté qui a participé aux voyages de James Cook. Il est convaincu des économies non négligeables que peuvent permettre l'acclimatation de l'arbre à pain dans les Antilles. Propriétaire de plantations de canne à sucre dans les Antilles, il sera suffisamment influent auprès de George III pour que l'Amirauté britannique organise un voyage jusqu'à Tahiti d'où l'on compte rapporter les plants d'arbre à pain. Joseph Banks est aussi le président de la Royal Society, il fait racheter le charbonnier Bethia et le fait rebaptiser Bounty. Il le réarme et le réaménage en conséquence pour que les cales de la frégate puissent transporter les plants. C'est aussi lui qui désignera William Bligh comme capitaine du navire, ayant lui aussi participé au voyage de James Cook en tant que maître d'équipage. Le Bounty sort du chantier de Deptford le 3 septembre 1787, mais les nombreux aménagements nécessaires pour accueillir le millier de plants d'arbre à pain vont considérablement retarder le départ du navire qui ne quitte Spithead que le 23 décembre 1787.

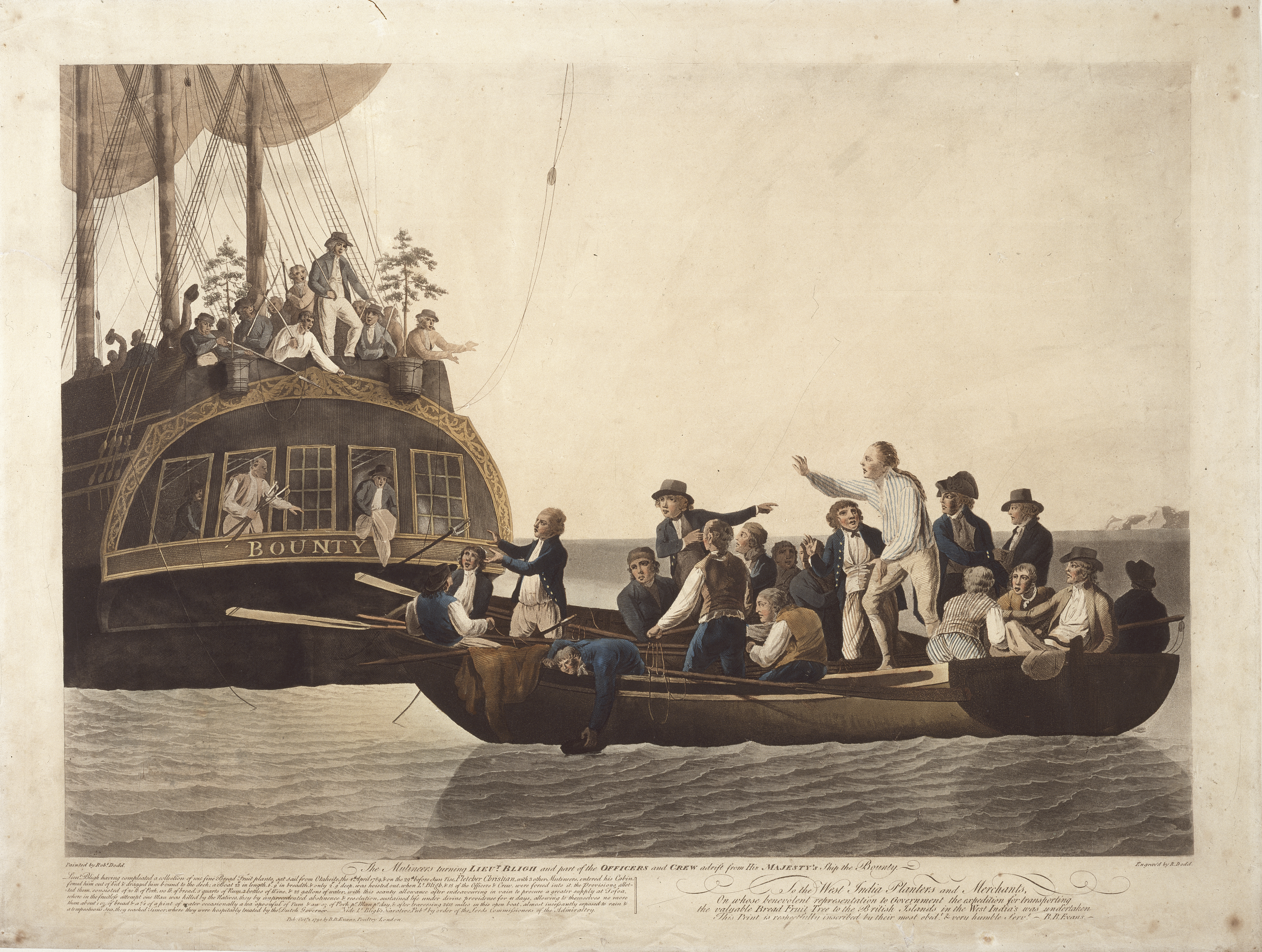
Fletcher Christian et les mutins abandonnent à la dérive le capitaine William Bligh et 18 marins qui lui étaient restés loyaux le 28 avril 1789

Le voyage du Bounty pour rejoindre Tahiti s'avère plus long et complexe que prévu. Le navire essuie de nombreuses tempêtes alors qu'il essaye de passer le cap Horn au début du mois d'avril 1788. Le 22 avril 1788, le franchissement du cap Horn se révèle impossible. Bligh décide de rebrousser chemin et d'atteindre le Pacifique en passant par l'océan Indien. Ce n'est que le 26 octobre 1788 que le Bounty atteint son but et mouille dans la baie de Matavai. À son arrivée, de nombreux Tahitiens et Tahitiennes l'accueillent, habitués à voir arriver les frégates dans la baie. On prévient en hâte le chef du district, Otoo. Le capitaine Bligh réussit à obtenir de ce jeune chef, les arbres à pain qui ont motivé le voyage. Le 31 mars 1789, le journal de bord du Bounty comptabilise 1 015 plants, ce qui permet au vaisseau d'appareiller le 4 avril 1789 pour rejoindre l'Angleterre. Cependant les nombreuses brimades, vexations et châtiments corporels qui ont eu lieu pendant le voyage vont sans doute être à l'origine de la célèbre mutinerie qui éclate dans la nuit du 28 avril 1789, au large de Tofua. Fletcher Christian en prend le commandement et donne l'ordre d'abandonner dans une chaloupe le capitaine William Bligh et 18 autres marins.

### La Baie Sanglante(Bloody Bay), le premier voyage
Le lendemain de la mutinerie, Fletcher Christian devenu seul maître à bord du Bounty ordonne de faire route vers Tubuai. L'île avait été repérée en premier par James Cook, le 8 août 1777. Le positionnement de l'île avait été noté dans le Troisième voyage du capitaine Cook qui précisera l'existence d'une passe.
Les mutins arrivent à Tubuai à la fin du mois de mai 1789 mais la rencontre ne se passe pas comme prévu. Le 29 mai 1789, alors que de nombreuses altercations ont déjà eu lieu entre les mutins et les habitants de Tubuai, Christian et ses hommes accueillent à bord de la Bounty 18 femmes et 5 hommes qui leur sont envoyés par une flotte de pirogues. Les mutins leur offrent des cadeaux en gage de paix mais une violente altercation éclate et les insulaires invités à bord sont renvoyés à leurs pirogues. Dans la bagarre, les piroguiers qui encerclent le Bounty se font plus menaçants. Ils brandissent leurs lances et Fletcher Christian abat d'un coup de pistolet un insulaire qui tente d'emporter avec lui une des bouées du navire. Ce n'est qu'au coup de canon du Bounty que le calme revient. Les insulaires, effrayés par la détonation du canon, prennent alors la fuite.
L'épisode est meurtrier, on compte pas moins de 12 morts: 11 hommes et 1 femme. La baie dans laquelle mouille le Bounty lors de l'événement en est renommée Bloody Bay (Baie Sanglante) par les mutins. Malgré la confrontation, Christian, persuadé que l'île est idéale pour une installation durable, s'obstine à vouloir s'installer à Tubuai. l'équipage retourne à Tahiti le 31 mai 1789 pour approvisionner le bateau.

### Le fort George, le deuxième voyage
Les mutins reviennent le 23 juin 1789 dans la Baie Sanglante avec à leur bord des Tahitiens et Tahitiennes qui s'étaient cachés à bord ainsi que quantité d'animaux: des cochons, des chèvres, des poules, des chiens et des chats et même une vache,. Tous les biens apportés et la puissance de feu du Bounty attisent l'intérêt des chefs de Tubuai.
Au cours du mois de juillet 1789, Christian se lie d'amitié avec Tamatoa, un jeune chef qui représente le chef Hitirere qui commande To'erauetoru, domaine où se situe la Baie Sanglante,. Lors d'une cérémonie des présents, Fletcher Christian est présenté au chef Hitirere et aux chefs alliés. Ils échangent ensemble le kava qui scelle l'alliance entre Hitirere et les Anglais. Tamatoa accompagne ensuite Christian pour qu'il choisisse un terrain qui convienne à l'installation des Anglais.
Mais c'est sur les terres voisines que Christian préfère s'installer. Il s'agit de la chefferie de Natieva, anciennement le nord de Taahuaia qui est dirigée par le chef Tahuhuatama, le rival du chef Hitirere,. Le fils aîné de Tahuhuatama qui se nomme Ta'aroatehoa se lie d'amitié avec Christian et lui aussi lui propose de s'installer sur leur domaine. Tahuhuatama leur offre le site d'Uruhau, ce qui provoque la colère de Tamatoa et du clan de Hitirere. Les mutins, sous le commandement de Fletcher Christian décident alors d'ériger un fort défensif et ce n'est que le 10 juillet 1789, au moment où le Bounty jette l'ancre sur la plage qui fait face au terrain qui a été offert, que les travaux démarrent. Le 18 juillet 1789, Christian et ses hommes retournent une motte de terre et ils hissent le Union Jack sur un poteau planté sur le terrain qui a été préalablement défriché. Ils renomment la terre d'Uruhau, Fort George, en l'honneur du roi du Royaume-Uni, George III.
Les conflits incessants qui opposent les mutins aux habitants de Tubuai motivent d'autant plus la construction du Fort George. Les Anglais se querellent souvent avec le chef des terres voisines: Tinirau qui règne sur Paorani, anciennement le sud de la commune de Taahuaia. Les conflits sont tels que les mutins en arrivent à piller les images sculptées (tikis) et à incendier la maison du chef Tinirau. Le chef Tinirau avait confisqué les vêtements d'Alexander Smith après que celui-ci a passé la nuit avec une des femmes de sa chefferie. En septembre 1789, des conflits sanglants éclatent entre les mutins et les guerriers de Tinirau, à Paorani. 66 guerriers de Tubuai meurent lors de ces affrontement sanglants. Cette dernière bataille poussera les mutins à quitter Tubuai.
Le 17 septembre 1789, ils quittent Tubuai pour retourner à Tahiti. Ils emmènent avec eux Ta'aroamaeava, le fils cadet de Tahuhuatama, ainsi que de deux de ses amis qui voulaient échapper à la rébellion du chef Tinirau. Les mutins arrivent à Tahiti le 22 septembre 1789. 16 d'entre eux préfèrent abandonner le groupe de mutins et s'installent à Tahiti. Ils sont retrouvés le 23 mars 1791 par la Pandora qui est dépêchée pour les rapatrier en Angleterre où seuls 6 d'entre eux sont jugés. Le naufrage du Pandora au sud du détroit de Torrès a raison d'un bon nombre d'entre eux et les conditions de détention au détroit de Timor ne facilitent pas leur retour. Les mutins restants remontent à bord du HMS Bounty avec Fletcher Christian suivi de John Williams, Isaac Martins, Matthew Quintrell, Alexander Smith (John Adams), William McCoy, John Mills et William Brown. Ils embarquent avec eux 3 insulaires de Tubuai ainsi que des Tahitiens et Tahitiennes. Ils partent alors s'installer à Pitcairn où s'achèvera leur épopée.

## Site actuel

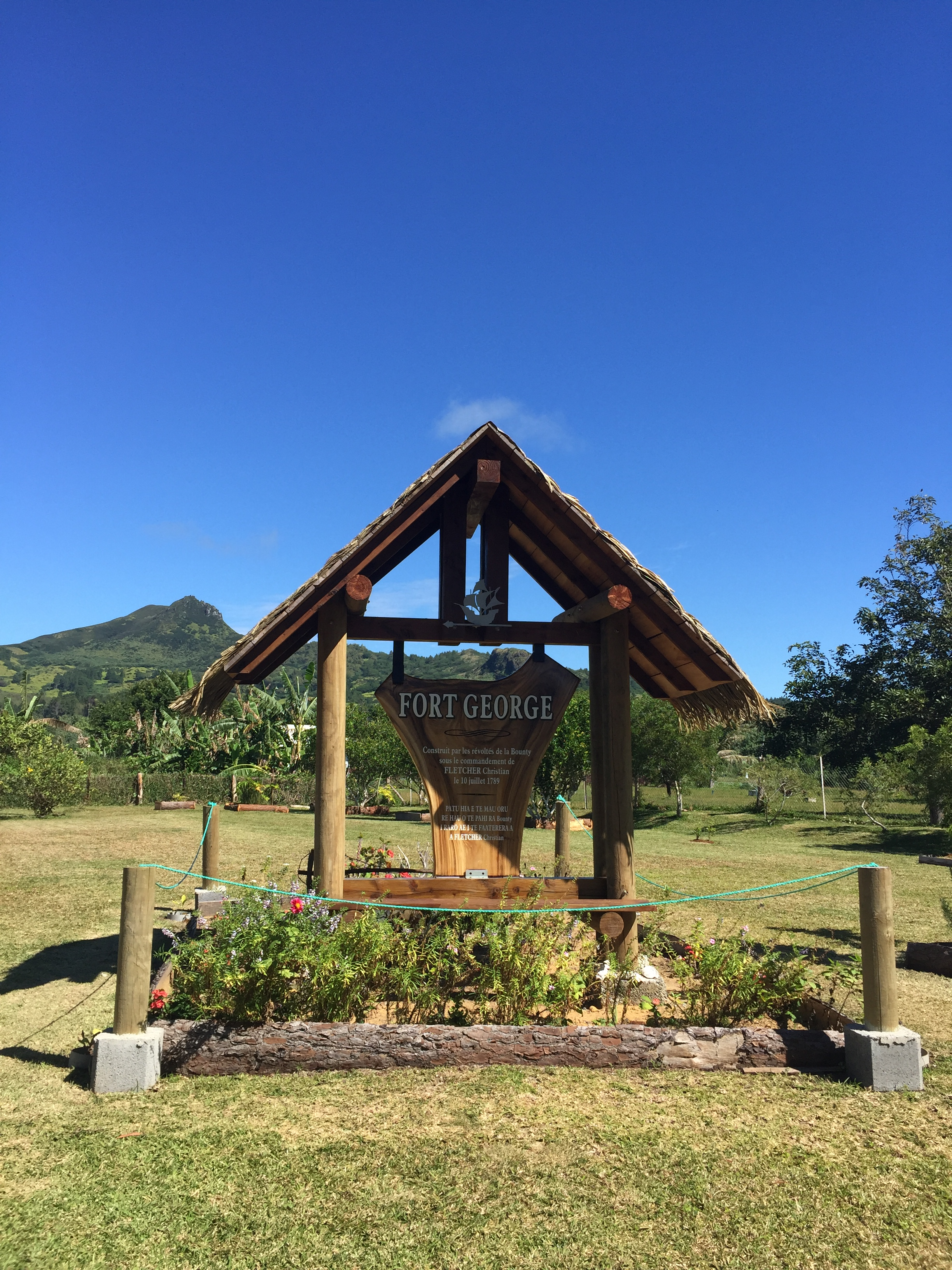
Panneau commémoratif du fort George de Tubuai

Le fort George abandonné par les mutins de la Bounty appartient à la même famille depuis 1789. C'est un site historique privé. Pour mettre en valeur le site historique et le restaurer, une association familiale à but non lucratif a été fondée en 2018. L'association familiale Bounty Fort George Tubuai a donc pour mission de restaurer le Fort George afin de promouvoir le patrimoine culturel de Tubuai. Le Fort George n'ayant jamais été protégé, les talus d'enceinte et le fossé de ceinture ont disparu au profit de l'aménagement de la route de ceinture de l'île de Tubuai.
En 2013, les propriétaires commencent des travaux importants de défrichement qui ont permis de remettre à jour le terrain pour qu'il soit paysagé.
En 2015, un panneau commémoratif est installé pour rappeler l'importance du site. Il remplace le premier panneau offert par la National Geographic Society qui a été détérioré. Il comprend la mention en français "Construit par les révoltés de la Bounty sous le commandement de Fletcher Christian le 10 juillet 1789" et en tahitien "Patu hia e te mau orure hau o te pahi ra Bounty i raro ae i te faaterera’a a Fletcher Christian".
En 2018, des travaux de reconstruction des pans de mur sud et ouest du fort débutent. Les murs du Fort George sont reconstruits sur le modèle original et à partir de pieux de bois local: le bois de fer (ou Casuarina equisetifolia) . Ils rappellent ainsi la fonction défensive du Fort George.
Un espace culturel ouvert au public est également venu s'ajouter en 2023 afin d'expliquer l'histoire du lieu et préserver sa mémoire. L'initiative, remarquée, a été décrite comme un « contre-récit aux innombrables exploitations touristiques du mythe des « Révoltés de la Bounty » ».

## Postérité

### Littérature francophone
- Jules Verne, Les Révoltés de la Bounty (nouvelle), Jules Hetzel, coll. « Voyages extraordinaires », 1879.
- Maurice Soulié, L'équipage révolté (roman), 1927Roman sur la mutinerie de la Bounty.
- Charles Vidil, Histoire des mutins de la Bounty et de l'Ile Pitcairn (roman), 1932.
- Jean Dorsenne, Les révoltés du Bounty (roman), 1936 (lire en ligne).
- Michel Vaucaire, Les révoltés de la Bounty (roman), 1947.
- Robert Merle, L'Île (roman), 1962Prix de la Fraternité, inspiré des révoltés du Bounty.

### Littérature étrangère
- Lord Byron, The island or Christian and His Comrade [« L'île »] (recueil poétique), 1823.
- James Norman Hall et Charles Nordhoff, Les Révoltés de la Bounty [« Mutiny on the Bounty »] (roman historique), 1932Il s'inspire de la mutinerie de la Bounty de 1789. C'est le premier tome de la « Trilogie de la Bounty », auquel suivent deux autres romans, Dix-neuf hommes contre la mer et Pitcairn.

### Bande dessinée
- Jean-Yves Delitte, La Bounty : la mutinerie des maudits, octobre 2014, 46 p. (ISBN 978-2-7234-9964-4, lire en ligne)

### Arts
- L’épopée de la Bounty[28] est une réalisée par le mosaïste italien Volpatti (it) sur une maquette du peintre français Ravello (fr) de 8 × 4 m située à Papeete
- Herb Kawainui Kāne (en), Building Fort George, Tubuai[29]
- Thomas Gosse[30], Transplanting of the bread-fruit trees from Otaheite, University of Missouri-Kansas City, 1796
- Robert Dodd, The Mutineers turning Lt Bligh and part of the Officers and Crew adrift from His Majesty's Ship the Bounty, 29th April 1789, 2 octobre 1790, National Maritime Museum Greewich, Londres, hauteur 46 cm x largeur 61,5 cm

### Œuvres cinématographiques
- In the Wake of the Bounty, est un film semi-documentaire australien réalisé par Charles Chauvel, sorti en 1933.
- Les Révoltés du Bounty, (Mutiny on the Bounty) est un film américain de 1935, réalisé par Frank Lloyd.
- Les Révoltés du Bounty, (Mutiny on the Bounty) est un film américain réalisé par Lewis Milestone, sorti en 1962.
- Le Bounty, (The Bounty) est un film d'aventures américano-britannico-néo-zélandais de Roger Donaldson, sorti en 1984. Il est adapté du roman Captain Bligh and Mr. Christian de Richard Hough (en).